# تاريخ الديوانية
ان تاريخ مدينة الديوانية هو ذاته تاريخ محافظة القادسية إذ ظهر اسم الديوانية وبزغ نجمها وشاع ذكرها في العقد السابع من القرن الثاني عشر الهجري، وقد تعرض لذكرها الكتاب والسياح الغربيون والشرقيون وأول من وصفها في رحلته التي إبتدأت عام 1754م وانتهت عام 1758م هو الدكتور آدم آيفز وجاء فيها ما ملخصه:
| ” | انه سافر من البصرة إلى بغداد عن طريق نهر الفرات وقد وصف في طريقه المدن الواقعة عليه ومن جملتها السماوة ولملموم والديوانية. | “ |

وورد ذكر الديوانية في كتاب السائح «ابراهام بارسنز» في رحلة قام بها في نهر الفرات من الحلة إلى البصرة وصف فيها اللملموم وانها واقعة جنوب الديوانية وذلك عام 1774م.

وفي كتاب «مطالع السعود المختصر»  ذكر الديوانية بعد أن ساق صاحب الكتاب حديثه في خروج الوالي سليمان باشا لتأديب خزاعة لأنها أظهرت العصيان، فقال:
| ” | فلما نزل الوالي بعسكره غربي الفرات مقابل الديوانية خافت منه قبائل خزاعة بأجمعهم وذلك سنة 1195 هـ - 1780 م. | “ |

وفي نفس الكتاب قال عن الديوانية:
| ” | إن داود باشا أيام وزارة سعيد باشا سنة 1229هـ - 1813م ظهر لتأديب القبائل وسار حتى نزل بإزاء الديوانية مقر العشيرة الخزاعية الرافضية | “ |

وفيه أيضاً:
| ” | وفي زمان وزارة داود باشا سنة 1234هـ - 1818م أمر الوزير صالح الكردي أحد خدامه في داخل سراياه أن يخرج لتأديب الطائفتين (الزقرت والشمرت) ومن هناك توجه لتأديب عشيرة چليحة في الديوانية | “ |

أما صاحب كتاب قرة «العين في تأريخ الجزيرة والعراق والنهرين» فيوصفها كالآتي:
| ” | الديوانية في الجانب الشرقي من الفرات بين الحلة والسماوة مدينة عامرة, وأسواقها حسنة , وأهلها عرب وإسلام وأكثرهم إمامية اثنا عشرية. وهي (أي الديوانية) ديوان لقبيلة خزاعة أسسوها في القرن الحادي عشر الهجري. | “ |

ولعله أراد بها الحسكة، لأن الديوانية غير موجودة في القرن الحادي عشر الهجري وإنما عرف إسمها بعد هذا القرن.

من الأسماء التي اطلقت على الديوانية أيضاً الرماحية والحسكة حتى عام 1834 الذي يمثل نقطة انطلاقا التنظيم الإداري في العراق الذي أرست دعائمه الحكومة العثمانية بسلسلة مستمرة من التغيرات والتعديلات الإدارية، ففي عام 1858 كانت تمثل قضاءً ادارياً يعرف بقضاء الديوانية وهو أحد التشكيلات الإدارية التي كانت تابعة للواء الحلة الذي يتبع بدورة ولاية بغداد.

فيما يخص تسمية (الديوانية) بهذا الاسم، لابد من الإشارة إلى ان أوضاع وأحوال العراق بشكل عام ومنطقة الفرات الأوسط ومنها منطقة الفرات الأوسط بشكل خاص وصفت بعدم الاستقرار في خلال فترة السيطرة العثمانية (1534 -1917م) حيث شهدت سلسلة مستمرة من النزاعات والاضطرابات التي قامت بها القبائل ضد السلطة تارة، وفي ما بينها تارة أخرى، وقد كان من بين نتائج هذه النزاعات والصدامات العشائرية الداخلية لا سيما بين عشائر الخزاعل (خزاعة) وقبيلة الاقرع، وقبيلتي عفك وجليحة، ان بلغ الخصام في ما بينها اشده، حيث كانت تشن الغارات والصولات العنيفة بين الحين والأخر، مما حدى بقبيلة الاقرع اضطرارا لان تنشئ لها قلعة على الجانب الايسر من نهر الفرات (شط الحلة)، وللدافع ذاته، فقد امر حمد ال حمود شيخ عشائر الخزاعل ببناء قلعة (موقعها حاليا الثكنة العسكرية في مركز مدينة الديوانية على الجانب الأيمن لنهر الديوانية، لتكون بمثابة المكان المحصن لهم، وأمر بأن يسكن حولها جماعة من أتباعه، وبنى لهم مضيفا أو دار ضيافة (ديوانية) يجتمع ويحل فيه روؤساء عشائر الخزاعل وليقيم فيه وكيل جباية الضرائب، وهكذا أطلق على دار الضيافة الخزاعية هذه اسم (ديوانية) وذلك أيام مشيخة حمد آل حمد (1610م-1847م) فعرفت بديوانية خزاعة، وبعد ان تجمع السكان وأنشأت المساكن (الصرائف فالأكواخ فالبيوت) حول القلعة، فقد نمت واتسعت دائرتها وكثر ارتياد الناس اليها.